# 畠中宏輔
畠中 宏輔（はたけなか こうすけ、1986年 - ）は、日本の剣道家（教士七段）。日本代表候補ともなった。三重県四日市市出身。現在警視庁警備部第二機動隊所属。

## 経歴
- 1999年4月　四日市市立山手中学校に入学
- 2002年4月　和歌山県立和歌山東高等学校に入学
- 2005年4月　国士舘大学に入学
- 2008年7月　全日本学生剣道選手権大会優勝
- 2008年11月 全日本剣道選手権大会に学生で初出場。
- 2009年4月　警視庁に奉職。現在に至る。

## 戦績
【中学】
全国中学校剣道大会
- 2001年　第3位(個人)
- 2001年　ベスト8(団体)

【高校】
全国高等学校総合体育大会剣道競技大会
- 2002年　優勝(個人・団体)
- 2003年　第3位(団体)
- 2004年　優勝(個人)

【大学】
関東学生剣道選手権大会
- 2008年　優勝

全日本学生剣道選手権大会
- 2006年　第3位
- 2008年　優勝

全日本学生剣道優勝大会
- 2007年　優勝
- 2008年　優勝

全日本剣道選手権大会
- 2008年　ベスト8

【社会人】
全日本剣道選手権大会
- 2010年　第3位
- 2014年　第3位
- 2017年　第3位

全国警察剣道大会
- 2009年　予選リーグ敗退
- 2010年　予選リーグ敗退
- 2012年　予選リーグ敗退
- 2013年　優勝
- 2014年　優勝

全国警察剣道選手権大会
- 2013年　ベスト8
- 2014年　優勝

全日本選抜剣道七段選手権大会（横浜七段戦）
・2024年（第11回）　優勝（初出場・初優勝）